# Réserve naturelle nationale des marais de Bruges
La réserve naturelle nationale des marais de Bruges (RNN64), est une réserve naturelle nationale de Gironde. D’une superficie de 262 ha, elle a été créée en 1983 et protège une relique des anciens « grands marais de Bordeaux ».

## Localisation

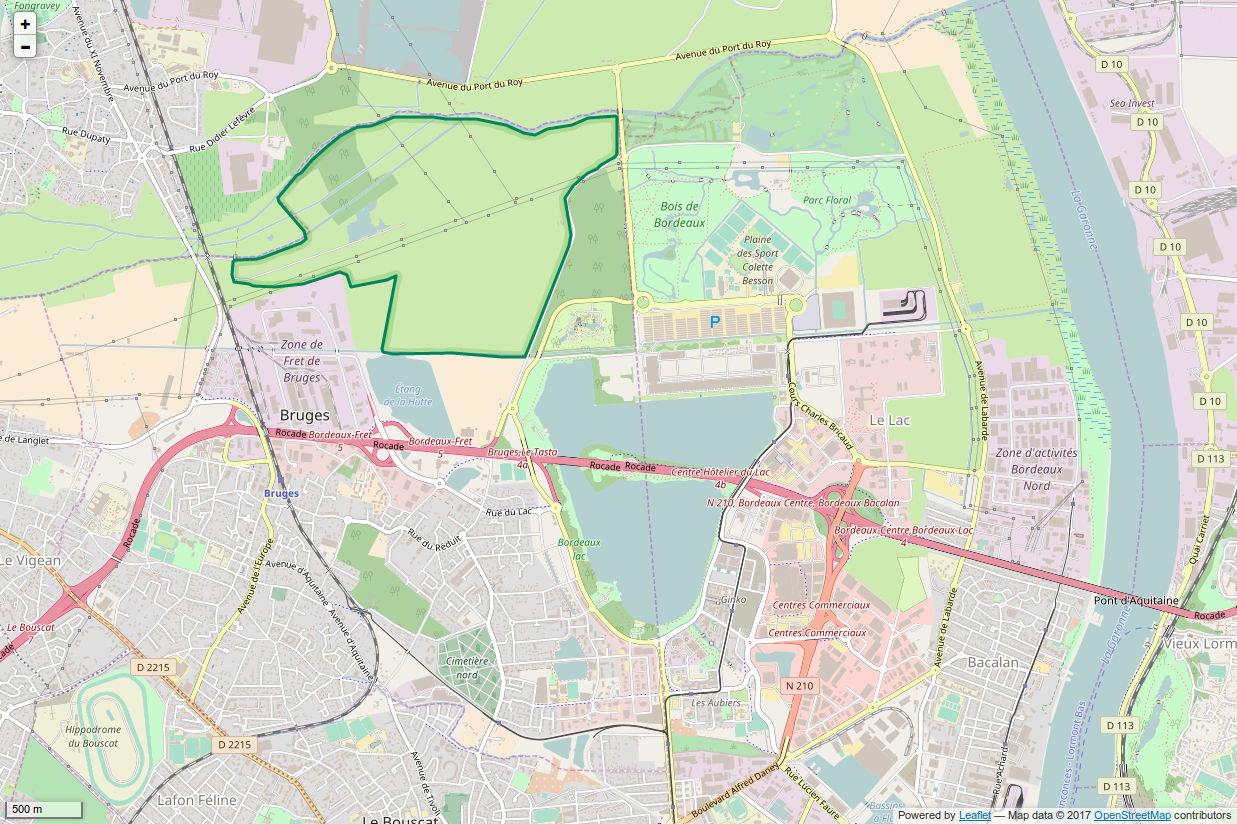
Périmètre de la réserve naturelle.

La réserve naturelle se situe en Nouvelle-Aquitaine, juste au nord de l'agglomération de Bordeaux, sur la commune de Bruges dans le département de la Gironde.
Le territoire occupe 262,184 hectares en rive gauche de la Garonne.

## Histoire du site et de la réserve
Dernier vaste marais aux portes de Bordeaux et de la Forêt des Landes, la réserve naturelle des Marais de Bruges représente une relique des anciens « grands marais de Bordeaux » qui s'étendaient, jadis, sur plus d'un millier d'hectares et comprenaient une zone maraîchère et des parties basses inondées à plusieurs reprises dans l'année.

## Écologie (biodiversité, intérêt écopaysager…)
Le site contient une mosaïque de paysages et d’habitats. On y rencontre des prairies humides, du bocage, des étangs, des forêts de feuillus et un chevelu de cours d’eau dénommés dans le Médoc "Jalles".
Cette diversité de biotopes est synonyme de grande richesse écologique, notamment en termes d’espèces de la faune et de la flore. Plus de 4 000 espèces d’animaux et de plantes ont ainsi été recensées dans le périmètre de cette réserve naturelle. Selon la saison, on peut régulièrement observer la Cigogne blanche, le Milan noir, le Héron cendré, la Sarcelle d'hiver, la Cistude d'Europe, le Cuivré des marais, l’Euphorbe des marais, le Jonc fleuri… Cette réserve naturelle représente également un habitat favorable pour le Vison d'Europe, mustélidé très rare et menacé d’extinction.

### Flore
Sur un sol de limons argileux et argilo-siliceux provenant des alluvions récentes de la Garonne et sur des zones en voie de tourbification différentes formations existent. Les prairies humides et bords de fossés représentent les 3/4 de la surface de la réserve naturelle. Les végétaux les mieux représentés y sont les Joncs, les Boutons d'or, le Populage des marais, la Cardère sauvage ; sur les bords des fossés : le Roseau, la Massette et l'Iris des marais. Les zones d'eau libre sont appelées jales (rivière) ou crastes (canaux de drainage). Ce sont les vestiges anciens des bras de rivières ancestrales et les plans d'eau dans lesquels prospèrent la Jussie, la Myriophylle du Brésil, le Potamot et les Lentilles d'eau. Les boisement inondés sont constitués par le Saule, l'Aulne et le Frêne. Les boisements de Chêne se situent dans les parties plus hautes. Les haies sont très fournies en buissons, arbres et arbustes : Prunelier, Sureau, Églantier, Aubépine, Cornouiller sanguin, etc.

### Faune
On compte de nombreuses espèces caractéristiques : rapaces, anatidés, passereaux, échassiers. Le site constitue une étape migratoire pour le Balbuzard pêcheur, le Circaète Jean-le-Blanc, la Cigogne noire, la Cigogne blanche, l'Oie cendrée, la Spatule blanche, l'Échasse, l'Avocette élégante. En hiver stationnent la Bécassine des marais, le Vanneau huppé, les Sarcelles, le Canard colvert, le Héron cendré, l'Aigrette garzette, le Héron garde-bœufs, le Pigeon ramier.
Les micromammifères et les mammifères sont représentés par diverses espèces : Genette, Ragondin et Vison d'Europe, etc. À noter que le gestionnaire utilise des races domestiques rustiques régionales menacées (vaches Aure-et-saint-girons et poney_landais) pour l'entretien du marais.
Concernant les reptiles et amphibiens, on trouve sur le site la Grenouille de Pérez, la Grenouille agile, et la Cistude d'Europe.

## Intérêt touristique et pédagogique
Une partie de cette réserve est ouverte au public et permet la découverte de cet espace remarquable et des différentes espèces qui le fréquentent, notamment via les observatoires mis en place le long du sentier de visite.

## Administration, plan de gestion, règlement
La gestion de la réserve naturelle est assurée par la SEPANSO. Elle dispose d'une équipe de quatre salariés.

### Outils et statut juridique
La réserve naturelle a été créée par un décret du 24 février 1983. Un arrêté du Conseil d'État du 19 février 1986 a abrogé l'article 12 du décret qui concerne le survol de la réserve naturelle.

## Galerie

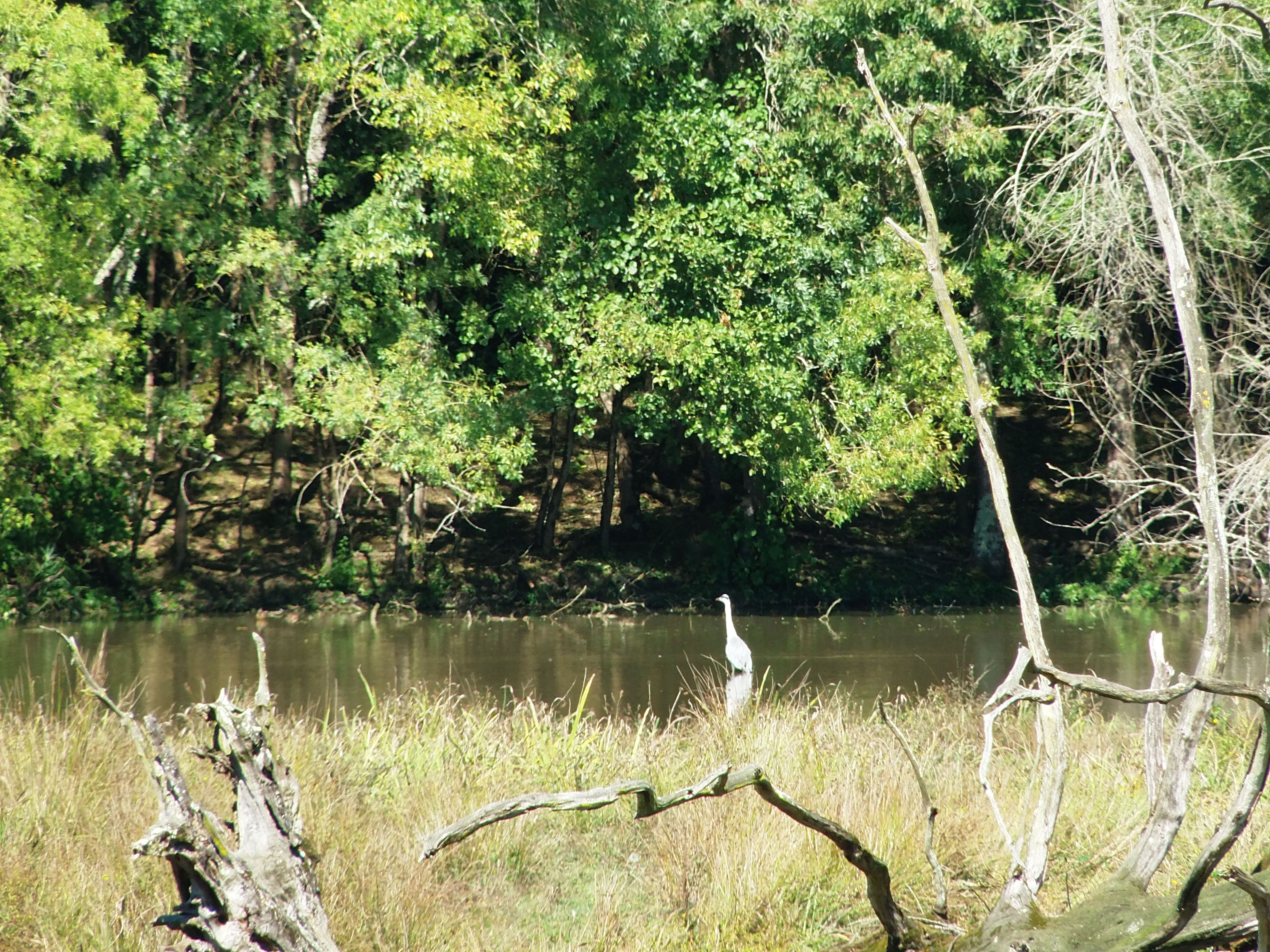
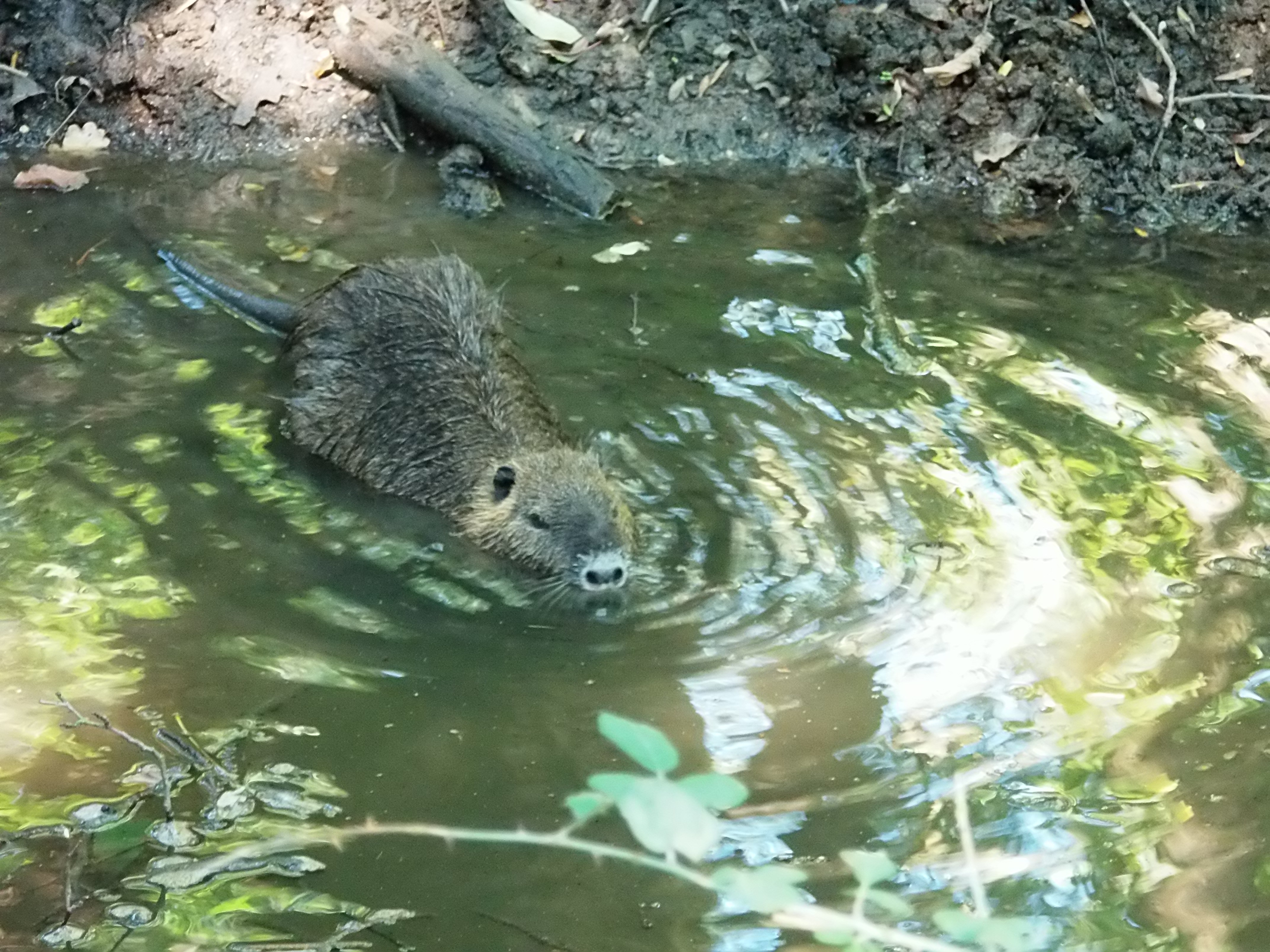
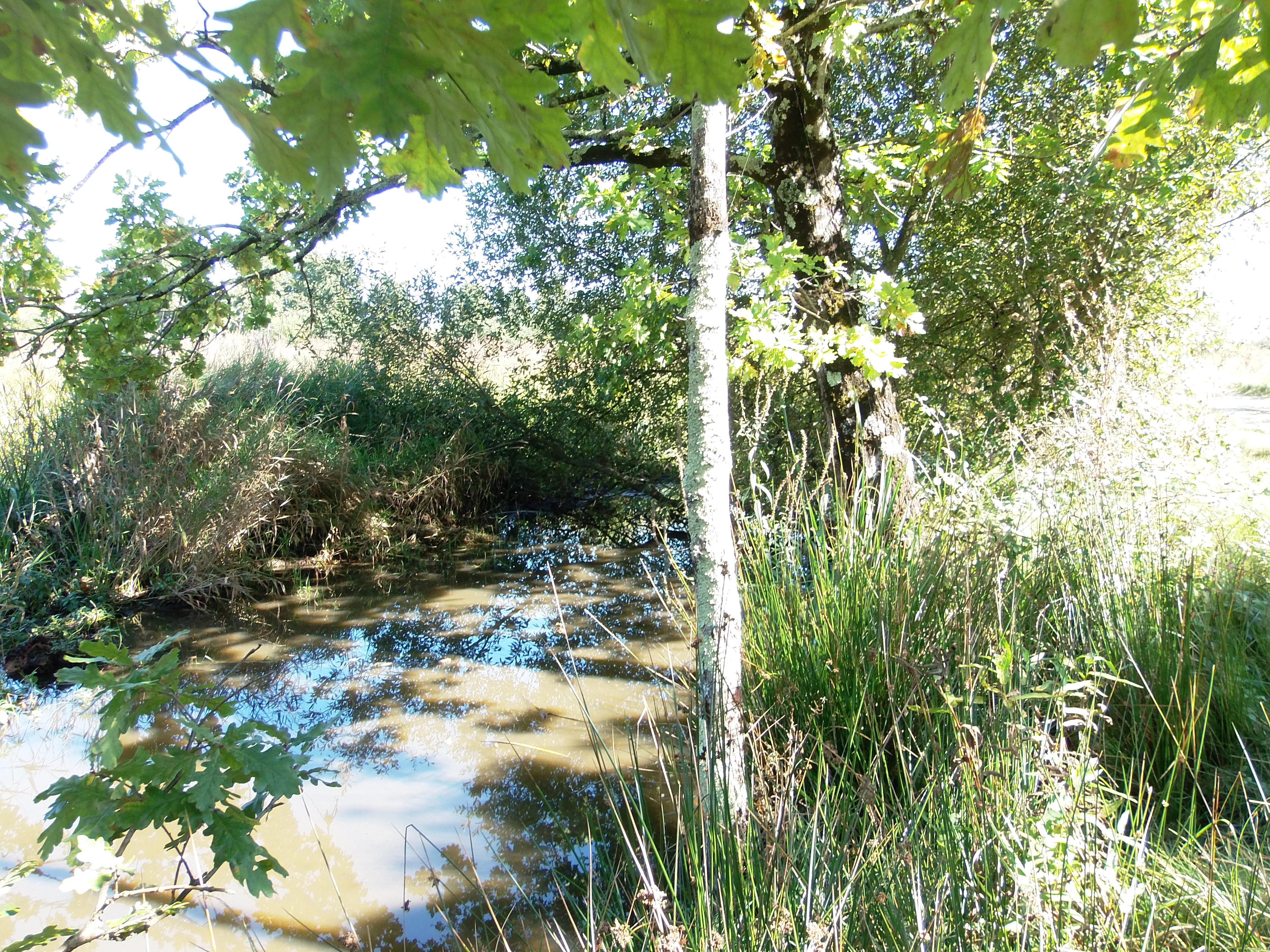
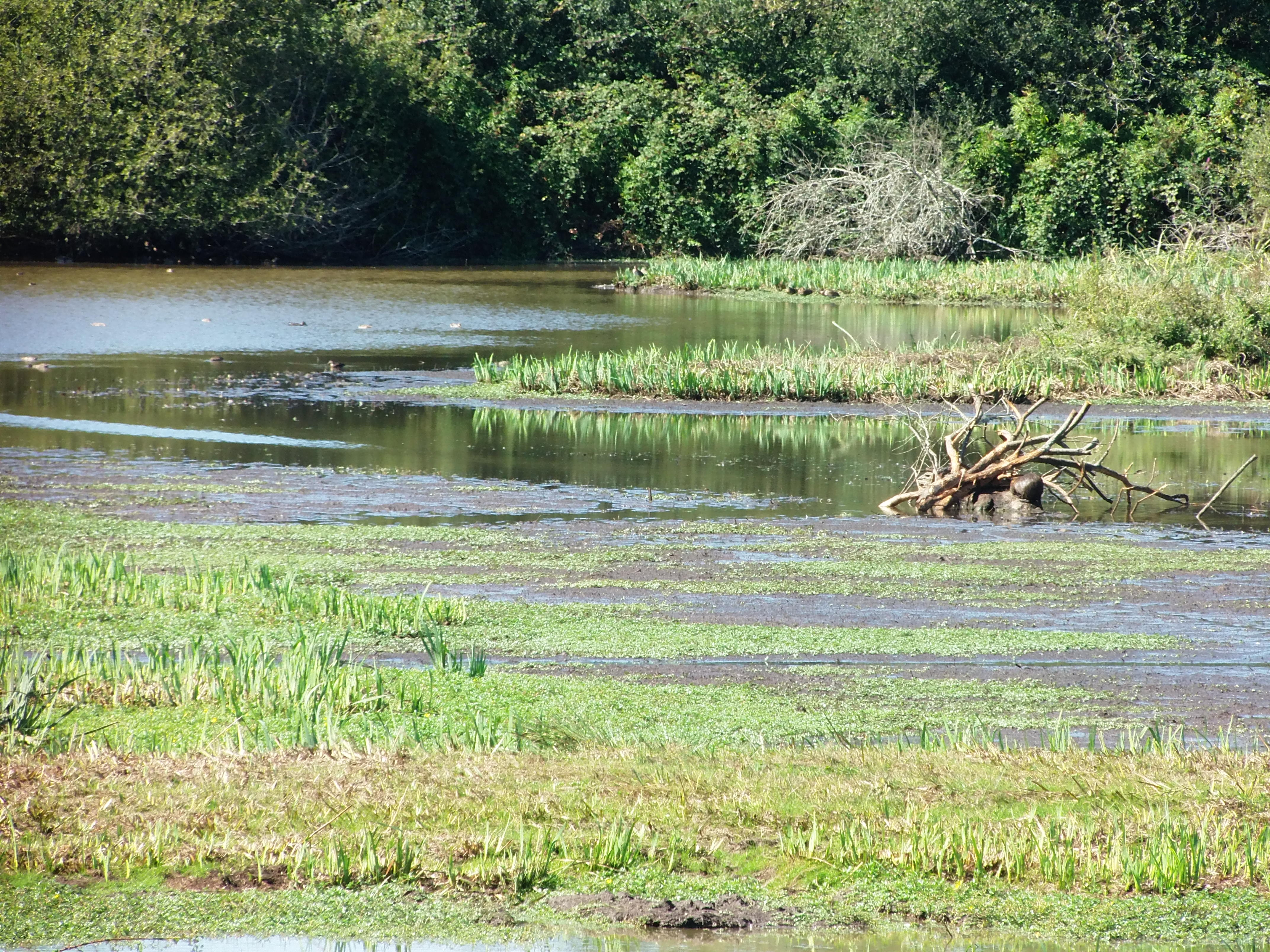
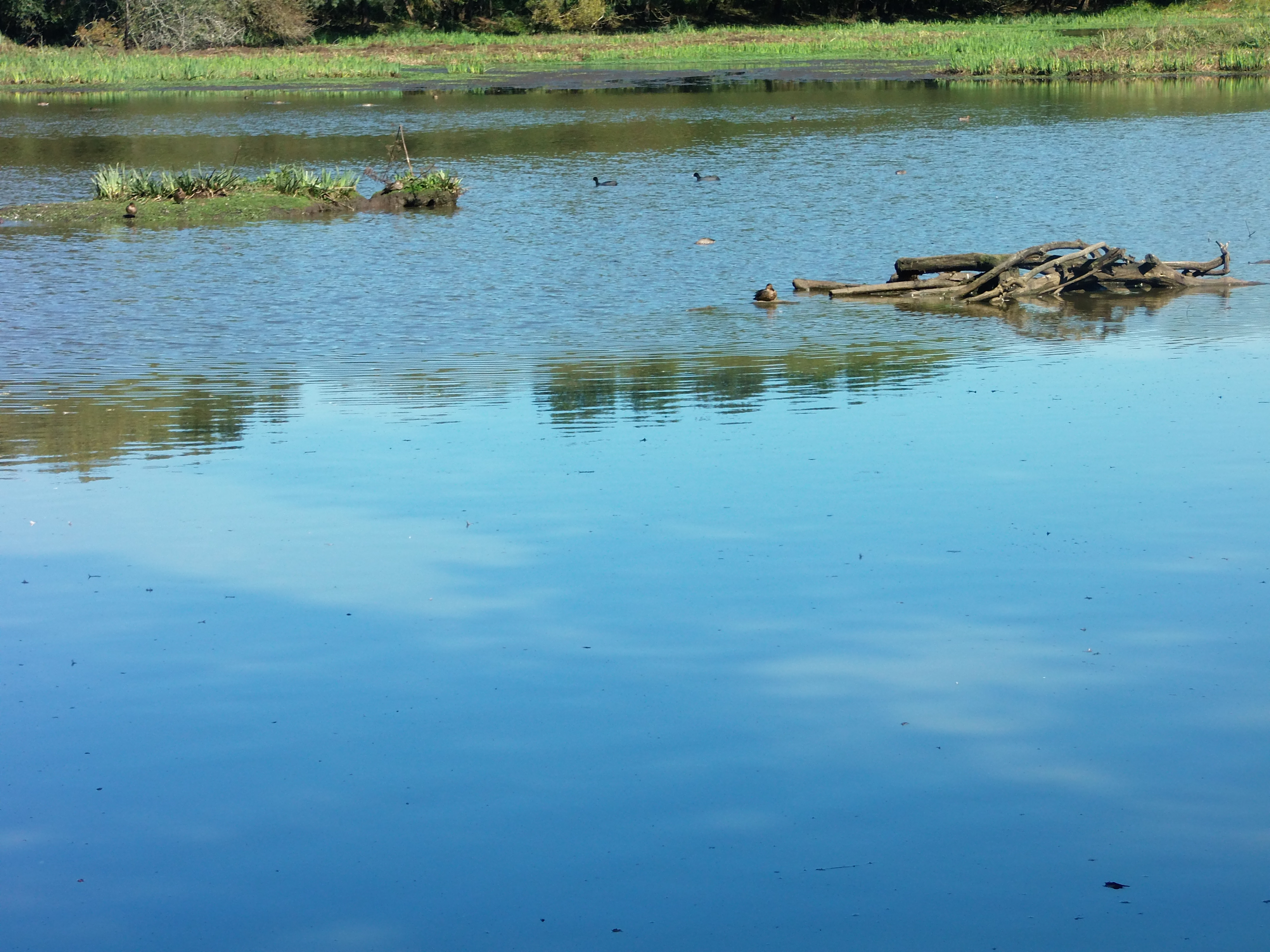